# 歐洲獵犬
歐洲獵犬 （英語：Eurohound），又名歐洲雪橇犬（European sled dog）、斯堪地那維亞獵犬（Scandinavian hound），是專為狗拉雪橇比賽而培育的品種。通常都是阿拉斯加哈士奇和各類指標犬（通常是德國短毛指標犬）的混種。

## 歷史
斯堪地那維亞是首先使用歐洲獵犬來參與狗橇競賽的地方。 這種狗並非純種犬，也不是一個正式的品種，而是一種刻意為特定特徵培育的混種狗。牠們需要較冷的天氣才能夠奔跑，有見及此，歐洲的人犬越野(Canicross)冠軍賽都在九月至五月舉行以避免酷熱天氣。